# Рита (мини-футбольный клуб)
«Рита» — бывший мини-футбольный клуб из Харькова, участник чемпионата Украины и кубка страны.
Весной 1993 года «Рита» приняла участие в розыгрыше кубка Украины по мини-футболу. Команда пропустила первый зональный турнир, а во втором раунде соревнований выступала в групповом турнире в Черкассах. По результатам турнира «Рита» вместе с местным «Фотоприбором» получила право участия в финальном турнире, проходящем в Киеве 14-18 июня 1993 года. В полуфинале «Рита» уступила будущему обладателю кубка киевскому «СКИФ-Силексу» со счётом 0:4. В состав команды входили Дмитрий Чеботков, Виктор Збаразский, Андрей Суббота, Вячеслав Виндюк, Вячеслав Приходченко, Виктор Москалев, Юрий Рудинский, Юрий Дайнеко, Александр Малышев, Сергей Скороход, Вячеслав Суворов и Виталий Емельянов.
В 1994 году «Рита» принимает участие в «Кубке Большого Днепра» — товарищеском турнире, проходящем в Запорожье с участием 12 украинских команд. В полуфинальном матче «Рита» обыгрывает запорожскую «Надежду» по пенальти со счётом 9:8, а в финале обыгрывает днепропетровскую «Нике» со счётом 5:0 и становится обладателем кубка.
Первый круг чемпионата Украины 1993/94 «Рита» завершает на третьем месте, набрав 24 очка в 15-ти играх и отставая от лидера на 3 очка. Второй круг очень сильно проводит киевский «Слид» и становится чемпионом, сместив «Риту» по итогам турнира на четвёртое место.
Следующий сезон становится для команды последним. По итогам чемпионата Украины 1994/95 «Рита» становится шестой и прекращает участие в высшей лиге чемпионата страны.
В составе «Риты» начинал свою карьеру известный украинский мини-футбольный вратарь, заслуженный мастер спорта Василий Сухомлинов.